# ذا 4400
ذا 4400 هي سلسلة خيالية علمية تلفزيونية تنتجها شبكة تلفزيون سي بي اس بارامونت بالتعاون مع تلفزيون سكاي استمر بثه من 2004 وحتى إلغائها في عام 2007 يحكى المسلسل عن قصة 4400 شخص اختفوا في ظروف غامضة وعادوا الي الأرض مرة اخري وبدأت بعض التغيرات تظهر عليهم منها الجيدة ومنها السيئة.

## بطولة
- جاكلين ماكنزي
- لورا ألن
- تشاد فاوست
- كاج ايريك اريكسن
- سامانثا فيريس
- جيني بيرد
- بروك نيفين
- كونشيتا كامبل
- كارينا لومبارد
- بيل كامبل
- بيتر كويوت

## روابط خارجية
- ذا 4400 على موقع IMDb (الإنجليزية)
- ذا 4400 على موقع ميتاكريتيك (الإنجليزية)
- ذا 4400 على موقع نتفليكس (الإنجليزية)
- ذا 4400 على موقع كينوبويسك (الروسية)
- ذا 4400 على موقع ألو سيني (الفرنسية)
- ذا 4400 على موقع قاعدة بيانات الفيلم (الإنجليزية)